# SpVgg Preußen 05 Nordhausen
SpVgg Preußen 05 Nordhausen was een Duitse voetbalclub uit de stad Nordhausen, Thüringen. 

## Geschiedenis
De club werd in 1905 opgericht als FC Preußen Nordhausen. Vanaf 1911 ging de club in de nieuwe Kyffhäuserse competitie spelen en werd daar de eerste kampioen, echter mocht de kampioen dat jaar nog niet naar de Midden-Duitse eindronde. Na een tweede plaats in 1913 eindigde de club in 1914 samen met SV Wacker-Mars Nordhausen op de eerste plaats. Wacker won de titelfinale met 5-1 maar vier maanden later werd beslist dat de club de titel moest afstaan aan Preußen omdat ze een niet-speelgerechtigde speler opgesteld hadden. Hierop diende Wacker-Mars dan weer protest in en op 1 november werd een nieuwe wedstrijd gespeeld, die door Preußen gewonnen werd. Hiertegen protesteerde Wacker-Mars opnieuw, maar trok dit protest op de vergadering van 30 januari 1915 weer in. Op dezelfde dag werd beslist om de titel aan geen van beide clubs toe te kennen. Tijdens de Eerste Wereldoorlog nam de club niet deel aan de competitie.  
Na de oorlog werd de Kyffhäuserse competitie als tweede klasse ondergebracht in de Kreisliga Saale. De club eindigde hier in de middenmoot, maar in 1923 werd de Kreisliga ontbonden en de Kyffhäuserse competitie als Gauliga heropgewaardeerd tot hoogste klasse. Doordat geen enkele club in de Kreisliga speelde promoveerden bijna alle clubs naar de hoogste klasse. In 1924 en 1925 werd de club vicekampioen. Na twee vierde plaatsen werden ze in 1928 opnieuw vicekampioen en in 1929 veroverden ze eindelijk de titel. De club plaatste zich zo voor de Midden-Duitse eindronde en verloor daar met 4-7 van SpVgg 02 Erfurt. Na nog een tweede plaats belandde de club de volgende jaren in de middenmoot.
In 1933 werd de Gauliga ingevoerd als nieuwe hoogste klasse in het Derde Rijk. De talloze competities van de Midden-Duitse bond werden opgedoekt en vervangen door de Gauliga Sachsen en Gauliga Mitte. De clubs werden echter te zwak bevonden voor de hoogste klasse en voor de Bezirksklasse Halle-Merseburg plaatsten zich enkel de top twee. Als vijfde in de stand bleef de club in de Kyffhäuserse competitie, die als Kreisklasse nu de derde klasse werd. De volgende jaren slaagde de club er ook niet meer in te promoveren. 
In 1945 werden alle Duitse voetbalclubs ontbonden. De club werd niet meer heropgericht. 